# Saison 1997-1998 du Stade Malherbe Caen
Maillots
Chronologie
Saison précédente Saison suivante
En 1997-1998, le Stade Malherbe de Caen dispute sa première saison en Division 2 à la suite de la descente du club la saison précédente. 
Jeandupeux revient comme directeur sportif et Calderon comme entraîneur. L'équipe est remodelée avec notamment les arrivées de Régis Brouard et Samuel Boutal du Red Star et les départs de William Gallas, Milos Glonek et Stéphane Dedebant. 
Handicapée par des choix tactiques qui semblent inadaptés à la D2, l'équipe réalise un début de saison calamiteux. Pascal Théault, qui œuvre depuis des années à la formation, prend la place de Gabriel Calderón en novembre. Il n'hésite pas à faire confiance aux jeunes Jérôme Rothen, Anthony Deroin et Johan Gallon et remet Malherbe sur les rails. Après cinq victoires consécutives, l'équipe atteint la 6e place en mars et se prend à rêver à d'une incroyable remontée sur le podium. En parallèle, le club réalise un joli parcours en coupe de France, qui le voit éliminer Toulouse puis Nantes.
Le 21 mars, le club reçoit le RC Lens, futur champion de France, en quart de finale de coupe de France. Devant plus de 20 000 spectateurs, les Caennais prennent l'avantage en première mi-temps, mais réduits à 10, ils s'inclinent finalement sur un doublé de Vladimir Smicer, entré à l'heure de jeu. 
Trois jours plus tard, ils reçoivent le Lille OSC, troisième de deuxième division, distant de seulement six points. Les efforts consentis lors du match précédent se font cruellement sentir. La rencontre se solde par une défaite deux buts à zéro, qui solde les espoirs caennais de montée.

## Transferts

### Arrivées
| Nom               | Poste                        | Nationalité sportive | Transfert           | Provenance          | Date              |
| ----------------- | ---------------------------- | -------------------- | ------------------- | ------------------- | ----------------- |
| Gabriel Calderón  | entraîneur                   | Argentine            |                     | Libre               | 1er juillet 1997  |
| Alfredo Grelak    | défenseur                    | Argentine            | Transfert           | CA Huracan          | 1er juillet 1997  |
| Vincent Petit     | attaquant                    | France               | Transfert           | RC Strasbourg       | 1er juillet 1997  |
| Guillaume Cecutti | défenseur                    | France               | Transfert           | SAS Épinal          | 1er juillet 1997  |
| Daniel Jeandupeux | manager                      | Suisse               | Transfert           | RC Strasbourg       | 1er juillet 1997  |
| Stéphane Tanguy   | défenseur/milieu défensif    | France               | formé au club       | formé au club       | 1er juillet 1997  |
| Bernard Mendy     | attaquant puis latéral droit | France               | formé au club       | formé au club       | 1er juillet 1997  |
| Jérôme Rothen     | milieu gauche                | France               | formé au club       | formé au club       | 1er juillet 1997  |
| Johan Gallon      | milieu offensif              | France               | formé au club       | formé au club       | 1er juillet 1997  |
| Anthony Deroin    | milieu offensif              | France               | formé au club       | formé au club       | 1er juillet 1997  |
| Fabrice Catherine | gardien de but               | France               | formé au club       | formé au club       | 1er juillet 1997  |
| Samuel Boutal     | attaquant                    | France               | Transfert           | Red Star 93         | 1er juillet 1997  |
| Régis Brouard     | milieu/meneur de jeu         | France               | Transfert           | Red Star 93         | 1er juillet 1997  |
| Pascal Théault    | entraîneur                   | France               | centre de formation | centre de formation | 1er novembre 1997 |

### Départs
| Nom                  | Poste                | Nationalité sportive | Transfert           | Destination            | Date              |
| -------------------- | -------------------- | -------------------- | ------------------- | ---------------------- | ----------------- |
| Anthony Bancarel     | attaquant            | France               |                     | En Avant de Guingamp   | 1er juillet 1997  |
| Guy David            | entraîneur           | France               |                     | Stade rennais          | 1er juillet 1997  |
| Joachim Fernandez    | défenseur            | Sénégal- France      |                     | Udinese Calcio         | 1er juillet 1997  |
| Grzegorz Lewandowski | milieu défensif      | Pologne              |                     | KP Polonia Varsovie    | 1er juillet 1997  |
| Jean-Yves De Blasiis | milieu de terrain    | France               |                     | Red Star 93            | 1er juillet 1997  |
| William Gallas       | défenseur            | France               |                     | Olympique de Marseille | 1er juillet 1997  |
| Miloš Glonek         | défenseur            | Slovaquie            |                     | SK Slovan Bratislava   | 1er juillet 1997  |
| Stéphane Lièvre      | défenseur            | France               |                     | FC Nantes              | 1er juillet 1997  |
| Stéphane Dedebant    | milieu/meneur de jeu | France               |                     | LB Châteauroux         | 1er juillet 1997  |
| Stéphane Roche       | milieu               | France               |                     | Olympique lyonnais     | 1er juillet 1997  |
| Jean-François Péron  | milieu               | France               |                     | Ayr United             | 15 août 1997      |
| Gabriel Calderón     | entraîneur           | Argentine            | centre de formation | centre de formation    | 1er novembre 1997 |
| Marc Delaroche       | gardien de but       | France               |                     | Girondins de Bordeaux  | 1er décembre 1997 |

## Effectif

### Joueurs utilisés
| Joueur            | D2     | D2   |
| Joueur            | Matchs | Buts |
| ----------------- | ------ | ---- |
| Luc Borrelli      | 29     | 1    |
| Fabrice Catherine | 9      | 0    |
| Marc Delaroche    | 4      | 0    |

| Joueur            | D2     | D2   |
| Joueur            | Matchs | Buts |
| ----------------- | ------ | ---- |
| David Sommeil     | 38     | 1    |
| Richard Lecour    | 32     | 2    |
| Stéphane Tanguy   | 27     | 0    |
| Guillaume Cecutti | 27     | 0    |
| Stéphane Moreau   | 20     | 1    |
| Bernard Héréson   | 13     | 0    |
| Alfredo Grelak    | 2      | 0    |
| Bernard Mendy     | 1      | 0    |

| Joueur              | D2     | D2   |
| Joueur              | Matchs | Buts |
| ------------------- | ------ | ---- |
| Jimmy Hebert        | 40     | 2    |
| Emmanuel Rival      | 35     | 0    |
| Raphaël Guerreiro   | 32     | 1    |
| Régis Brouard       | 30     | 4    |
| Johan Gallon        | 27     | 1    |
| Jérôme Rothen       | 23     | 3    |
| Anthony Deroin      | 19     | 2    |
| Arnaud Tanguy       | 4      | 0    |
| Jean-François Péron | 1      | 0    |

| Joueur         | D2     | D2   |
| Joueur         | Matchs | Buts |
| -------------- | ------ | ---- |
| Frédéric Née   | 34     | 13   |
| Étienne Mendy  | 32     | 14   |
| Vincent Petit  | 32     | 10   |
| Samuel Boutal  | 31     | 3    |
| Pascal Vahirua | 25     | 1    |
| Kamel Ouejdide | 1      | 0    |

## Les rencontres de la saison

### Championnat de Division 2
| Date              | Journée | Adversaire        | Lieu | Score | Buteurs SMC                                                        | Class. | Spectateurs |
| ----------------- | ------- | ----------------- | ---- | ----- | ------------------------------------------------------------------ | ------ | ----------- |
| 2 août 1997       | 1er     | Amiens            | Dom. | 1 - 3 | Demouchy (4e)                                                      | 21e    | 10 252      |
| 9 août 1997       | 2e      | FC Mulhouse       | Ext. | 4 - 2 | Née (58e, 64e)                                                     | 19e    |             |
| 16 août 1997      | 3e      | AS Nancy-Lorraine | Dom. | 2 - 2 | Née (62e), Petit (64e)                                             | 20e    | 7 791       |
| 20 août 1997      | 4e      | ES Troyes AC      | Ext. | 2 - 1 | Mendy (34e)                                                        | 20e    |             |
| 23 août 1997      | 5e      | ES Wasquehal      | Dom. | 6 - 0 | Née (44e), Petit (46e, 87e),Mendy (73e, 82e), Boutal (79e)         | 14e    | 6 492       |
| 30 août 1997      | 6e      | FC Sochaux        | Dom. | 2 - 1 | Née (2e, Petit (57e)                                               | 7e     | 8 952       |
| 3 septembre 1997  | 7e      | Stade lavallois   | Ext. | 0 - 2 | Lecour (35e), Petit (84e)                                          | 9e     |             |
| 6 septembre 1997  | 8e      | Chamois niortais  | Dom. | 0 - 0 |                                                                    | 12e    | 8 439       |
| 13 septembre 1997 | 9e      | Toulon            | Ext. | 2 - 1 | Petit (54e)                                                        | 12e    |             |
| 21 septembre 1997 | 10e     | OGC Nice          | Dom. | 0 - 0 |                                                                    | 8e     | 8 911       |
| 24 septembre 1997 | 11e     | Louhans-Cuiseaux  | Ext. | 0 - 2 | Mendy (69e, 82e)                                                   | 12e    |             |
| 27 septembre 1997 | 12e     | AS Beauvais       | Dom. | 0 - 1 |                                                                    | 14e    | 6 400       |
| 4 octobre 1997    | 13e     | AS Saint-Etienne  | Ext. | 3 - 0 |                                                                    | 12e    |             |
| 8 octobre 1997    | 14e     | FC Martigues      | Dom. | 5 - 0 | Petit (37e, Mendy (48e, 53e, 58e), Guerreiro (75e)                 | 12e    | 6 605       |
| 15 octobre 1997   | 15e     | LOSC              | Ext. | 3 - 0 |                                                                    | 13e    |             |
| 18 octobre 1997   | 16e     | Le Mans UC        | Dom. | 0 - 0 |                                                                    | 13e    | 6 811       |
| 25 octobre 1997   | 17e     | Nîmes Olympique   | Ext. | 3 - 1 | Vahirua (35e)                                                      | 13e    |             |
| 31 octobre 1997   | 18e     | Red Star 93       | Dom. | 1 - 1 | Mendy (29e)                                                        | 13e    | 6 509       |
| 8 novembre 1997   | 19e     | FC Lorient        | Ext. | 3 - 0 |                                                                    | 16e    |             |
| 14 novembre 1997  | 20e     | ASOA Valence      | Dom. | 1 - 1 | Née (42e)                                                          | 18e    | 6 314       |
| 18 novembre 1997  | 21e     | FC Gueugnon       | Ext. | 2 - 1 | Mendy (61e)                                                        | 19e    |             |
| 22 novembre 1997  | 22e     | FC Mulhouse       | Dom. | 2 - 1 | Gallon (5e), Mendy (58e)                                           | 18e    | 6 564       |
| 3 décembre 1997   | 23e     | reporté           |      |       |                                                                    |        |             |
| 6 décembre 1997   | 24e     | ES Troyes AC      | Dom. | 2 - 0 | Née (19e, 79e)                                                     | 16e    | 6 278       |
| 10 décembre 1997  | 23e     | AS Nancy-Lorraine | Ext. | 3 - 0 |                                                                    | 18e    | 2 500       |
| 13 décembre 1997  | 25e     | ES Wasquehal      | Ext. | 5 - 2 | Mendy (67e)                                                        | 19e    | 1 668       |
| 10 janvier 1998   | 26e     | FC Sochaux        | Ext. | 2 - 0 |                                                                    | 20e    |             |
| 21 janvier 1998   | 27e     | Stade lavallois   | Dom. | 2 - 0 | Née (45e),Rothen (77e)                                             | 19e    |             |
| 24 janvier 1998   | 28e     | Chamois niortais  | Ext. | 0 - 0 |                                                                    | 19e    |             |
| 4 février 1998    | 29e     | Toulon            | Dom. | 1 - 1 | Moreau (35e)                                                       | 19e    |             |
| 11 février 1998   | 30e     | OGC Nice          | Ext. | 0 - 1 | Lecour (45e)                                                       | 17e    |             |
| 14 février 1998   | 31e     | Louhans-Cuiseaux  | Dom. | 5 - 0 | Brouard (24e), Boutal (54e), Deroin (61e, Mendy (81e),Rothen (87e) | 15e    |             |
| 21 février 1998   | 32e     | AS Beauvais       | Ext. | 2 - 3 | Hébert (56e), Rothen (66e), Née (86e)                              | 12e    |             |
| 7 mars 1998       | 33e     | AS Saint-Etienne  | Dom. | 2 - 0 | Brouard (4e), Mendy (72e)                                          | 11e    |             |
| 14 mars 1998      | 34e     | FC Martigues      | Ext. | 0 - 2 | Petit (87e), Brouard (89e)                                         | 6e     |             |
| 24 mars 1998      | 35e     | LOSC              | Dom. | 0 - 2 |                                                                    | 9e     |             |
| 28 mars 1998      | 36e     | Le Mans UC        | Ext. | 2 - 0 |                                                                    | 11e    |             |
| 7 avril 1998      | 37e     | Nîmes Olympique   | Dom. | 3 - 1 | Petit (2e), Boutal (26e), Deroin (77e)                             | 9e     |             |
| 18 avril 1998     | 38e     | Red Star 93       | Ext. | 1 - 0 |                                                                    | 9e     |             |
| 24 avril 1998     | 39e     | FC Lorient        | Dom. | 1 - 1 | Petit (14e)                                                        | 11e    | 13 154      |
| 29 avril 1998     | 40e     | ASOA Valence      | Ext. | 2 - 2 | Brouard (54e), Hébert (79e)                                        | 11e    |             |
| 5 mai 1998        | 41e     | FC Gueugnon       | Dom. | 4 - 0 | Sommeil (52e),Borrelli (goal) (65e), Née (75e, 88e)                | 8e     |             |
| 8 mai 1998        | 42e     | Amiens            | Ext. | 1 - 1 | Née (42e)                                                          | 9e     |             |

### Coupe de la Ligue
| Date       | Tour     | Adversaire | Lieu | Score           | Buteurs SMC                 | Public |
| ---------- | -------- | ---------- | ---- | --------------- | --------------------------- | ------ |
| 25/11/1997 | 1er tour | LOSC       | Ext. | 2 - 2 (2-3 tab) | Mendy (11e) Guerreiro (72e) |        |

### Coupe de France
| Date             | Tour          | Adversaire       | Lieu | Score           | Buteurs SMC                                                                               | Public |
| ---------------- | ------------- | ---------------- | ---- | --------------- | ----------------------------------------------------------------------------------------- | ------ |
| 30 novembre 1997 | 7e tour       | Bonchamp         | Ext. | 0 - 8           | Moreau (6e), Née (12e, 16e), Brouard (14e, 76e), Lecour (41e), Vahirua (53e), Petit (60e) | 2 387  |
| 20 décembre 1997 | 8e tour       | Béthune          | Ext. | 0 -1            | Née                                                                                       | 2 000  |
| 16 janvier 1998  | 32e de finale | Toulouse FC (D1) | Dom. | 1 - 0           | Mendy (68e)                                                                               | 8 000  |
| 7 février 1998   | 16e de finale | FC Nantes (D1)   | Dom. | 1 - 0           | Guerreiro (77e)                                                                           | 10 642 |
| 27 février 1998  | 1/8 de finale | FC Sochaux       | Ext. | 2 - 2 (6-5 tab) | Gallon (47e), Brouard (62e)                                                               | 4 500  |
| 20 mars 1998     | 1/4 de finale | RC Lens          | Dom. | 1 - 2           | Guerreiro (12e)                                                                           | 20 648 |